# Vir (Bosnien und Herzegowina)
Vir ist eine Dorfgemeinde in Bosnien und Herzegowina unmittelbar an der Grenze zu Kroatien und gehört zur Großgemeinde Posušje. Die nächstgrößere Stadt ist Posušje. Westlich von Vir liegt Zavelim, südlich Podbila und die kroatische Grenze, östlich Vinjani.  Der Name Vir (Wasserstrudel) leitet sich von den vielen Quellen ab, die im Frühling an jeder Ecke des Ortes hervorsprudeln.
Vir hat 1.430 Einwohner, größtenteils Kroaten, die in mehreren, nach Familiennamen benannten kleinen Ortschaften leben. Die vorherrschende Konfession ist katholisch.

## Geschichte
Durch die Jahrhunderte wurde Vir immer wieder verschiedenen umliegenden Gemeinden zugeordnet, zuweilen war Imotski, eine nahegelegene kroatische Stadt die Heimatgemeinde, dann war es Posušje, zwischendurch auch die Gemeinde Duvno im Norden von Vir. Heute gehört Vir der Gemeinde Posušje an.
Vir fiel 1513 als letzter Ort in der Herzegowina in türkische Hände. 1903/04 wurde die erste Schule in Vir erbaut.

## Besonderheiten
Jedes Jahr am 5. August finden zum Fest des Sieges und der heimatlichen Dankbarkeit und Tag der kroatischen Verteidiger in Vir auf dem Megdan u. a. Stierkämpfe statt. Im Unterschied zum spanischen Stierkampf kämpfen in Vir Stiere gegeneinander. Jeder Clan hat einen Stier und lässt ihn kämpfen. Zu diesem Fest kommen viele Virani aus Deutschland, Österreich, Amerika usw. in ihren Herkunftsort, um ihre Verwandten zu besuchen.

## Pfarrei Vir
Vir ist die älteste Pfarrei, die sich von der Mutterpfarrgemeinde Posušje am 27. April 1871 getrennt hat. Bis 1910 waren in Vir Franziskaner, dann kamen die Dominikaner. Die Kirche wurde 1895 unter Fra Bono Šarić erbaut, und das Pfarrhaus 1871–1872 unter Fra Andrija Knezović. In den Jahren nach dem Krieg wurde die Kirche komplett renoviert, die Straße neu asphaltiert und verbreitert, sowie eine neue Kapelle am Friedhof errichtet.